# Qorlortorsuaq
Qorlortorsuaq es un pueblo en la municipalidad de Kujalleq, en el sur de Groenlandia. Aquí se localiza la mayor catarata del país.

## Central hidroeléctrica
Qorlortorsuaq es la localización de una central hidroeléctrica que genera un total de 7 MW de potencia, suficientes para bastecer a las cercanas ciudades de Qaqortoq y Narsaq. La construcción de dicha planta comenzó en diciembre de 2003 y se completó hacia octubre de 2007. Junto a la central se construyó una línea eléctrica de alta tensión de 70 km que conduce la producción de la central a las ciudades antes citadas. La presa de hormigón de la central mide 800 m². La longitud de su túnel es de 245 m y los conductos a presión recorren 240 m.